# La potenza delle tenebre
La potenza delle tenebre (in russo Власть тьмы?, Vlast' t'my) è un dramma teatrale in cinque atti di Lev Tolstoj, scritto nel 1886 e rappresentato per la prima volta in lingua originale nel 1902.

## Trama

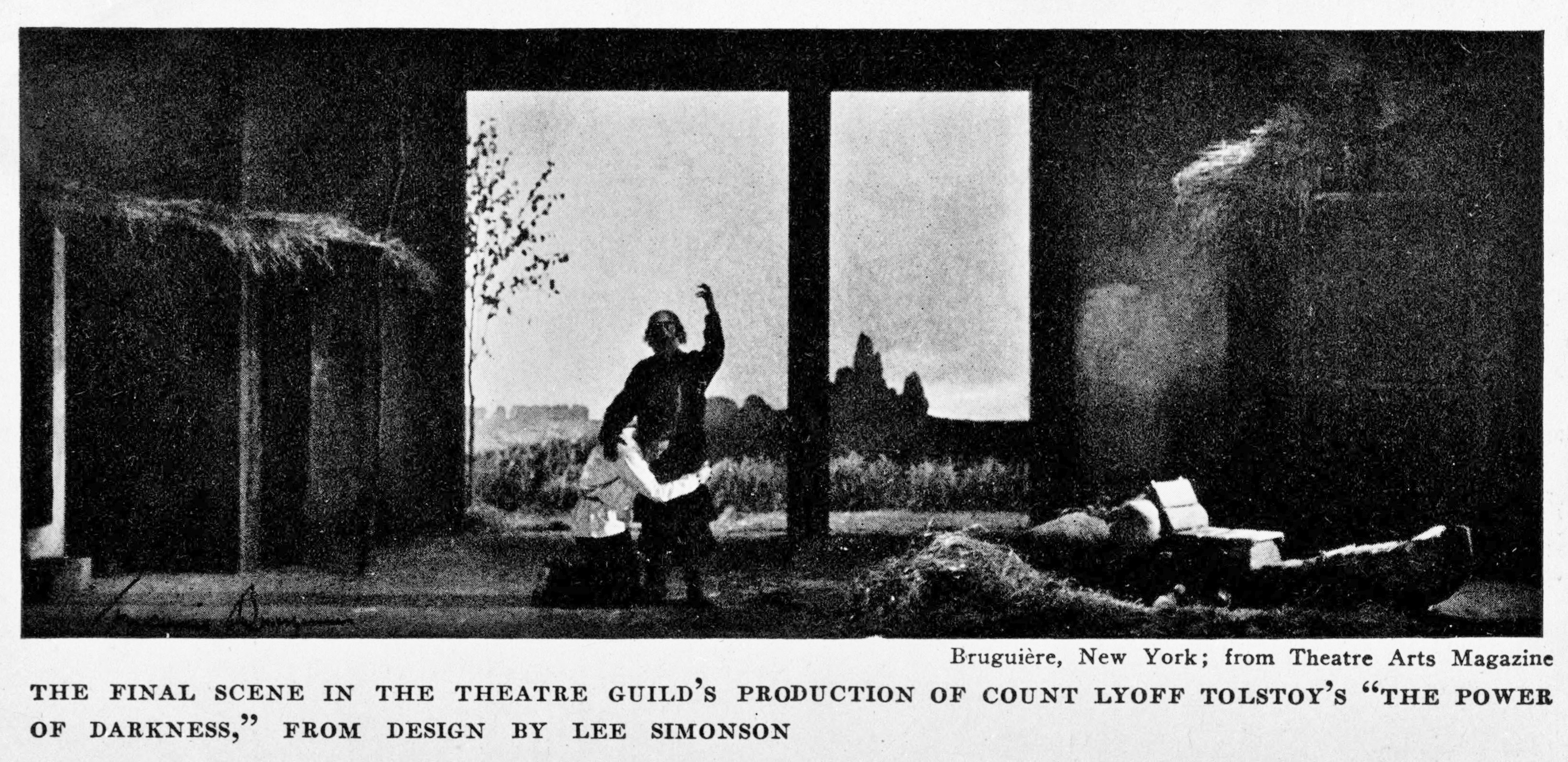
La potenza delle tenebre: scena finale

L'azione si svolge in un villaggio russo abitato da contadini. Pëtr, un anziano e ricco proprietario terriero, è ammalato e l'azienda agricola viene di fatto retta da Nikita, un giovane servo di Pëtr e amante della seconda moglie di quest'ultimo, Anisja. Akim, padre di Nikita, uomo onesto e timorato di Dio, vorrebbe che suo figlio lasciasse l'isba di Pëtr e sposasse Marina, una ragazza che Nikita ha sedotto. Al progetto di matrimonio si oppone tuttavia con successo Matrëna, moglie di Akim e madre di Nikita, donna intrigante e senza scrupoli.
Pëtr muore, avvelenato da sostanze che gli ha somministrato la moglie, dietro istigazione di Matrëna. Rimasta vedova, Anisja sposa Nikita. Nel frattempo Nikita corteggia anche Akulina, la figlia sedicenne e disabile di Pëtr, erede tuttavia del patrimonio paterno. Rimasta incinta, Akulina partorisce un bambino che Nikita, istigato dalla propria madre e dalla moglie, uccide. Matrëna e Anisja cercano di liberarsi anche di Akulina obbligandola a sposare un giovane contadino. Durante la cerimonia nuziale, secondo l'uso, Nikita deve benedire la sposa; ma in preda ai rimorsi, confessa i suoi delitti davanti a tutti e viene arrestato.

## Genesi dell'opera
Il dramma è stato composto nel 1886: iniziato a fine ottobre, fu terminato il 25 novembre dello stesso anno. Tolstoj si è ispirato alla vicenda di Efrem Koloskov, un contadino il quale uccise un neonato nato dalla sua unione con la figliastra; ma pentito confessò pubblicamente il delitto in occasione del matrimonio della ragazza. Tolstoj visitò l'uomo detenuto, dopo la condanna, nel penitenziario di Tula. La rappresentazione del dramma fu vietata in Russia dalla censura. Il testo tuttavia fu tradotto quasi subito in alcune lingue europee.

## Rappresentazioni
André Antoine lo rappresentò, in prima assoluta, il 10 febbraio 1888 in lingua francese (La Puissance des ténèbres) con la sua compagnia Théâtre Libre, alla presenza di Émile Zola, che rimase entusiasta.
La prima rappresentazione in lingua originale avvenne il 5 dicembre 1902 al Teatro d'Arte di Mosca.
La prima italiana de La potenza delle tenebre è stata l'11 ottobre 1893 al Teatro Valle di Roma dalla compagnia Novelli-Zoppetti-Nepoti. Pochi giorni dopo, il 16 ottobre 1893, con la più famosa compagnia di Giovan Battista Marini andava in scena al Teatro Gerbino di Torino, con Ermete Zacconi (Nikita), Vittorio Pieri (Petr), Oreste Calabresi (Akim), Libero Pilotto (Mitrič), Emilia Aliprandi Pieri (Anisja).

## Adattamenti

### Cinema
- La potenza delle tenebre (Власть тьмы, Vlast' t'my), film russo muto del 1909, regia di Pёtr Čardynin
- La potenza delle tenebre (Die Macht der Finsternis), film tedesco muto del 1924, regia di Conrad Wiene

### Televisione
La potenza delle tenebre, traduzione di Gerardo Guerrieri, regia di Vittorio Cottafavi, scene di Nicola Rubertelli, costumi di Guido Cozzolino; con Giuseppe Pagliarini (Piotr), Didi Perego (Anisja), Emanuela Fallini (Akulina), Aldo Giuffré (Nikita), Evi Maltagliati (Matriona), Arnoldo Foà (Akim), Milla Sannoner (Marinka); trasmessa dalla Rai in due serate il 28 e 29 gennaio 1965

## Edizioni
- Leone Tolstoi, La potenza delle tenebre: dramma popolare in cinque atti del conte Leone Tolstoi; traduzione italiana di Paolo Rindler ed Enrico Minneci, Milano, : Kantorowicz, 1893
- Leone Tolstoi, La potenza delle tenebre: dramma in 5 atti e 6 quadri; nuova versione dal russo di E.W. Foulques, Napoli: Salvatore Romano, 1905
- Leone Tolstoi, La potenza delle tenebre ovverosia Anche se l'uccello s'impiglia con la sola unghia sarà perduto: dramma in cinque atti tradotto direttamente dal russo da Boris Iakovenko, Firenze: Vallecchi, stampa 1925
- Leone Tolstoi, Potenza delle tenebre, o Se l'ugnello s'impiglia tutto l'uccellino è perduto; versione letterale di Odoardo Campa dal testo russo critico edito nel 1921, Firenze: Sansoni, 1948
- Leone Tolstoj, La potenza delle tenebre, o zampino acchiappato, uccello rovinato, Pescara: Edizioni Paoline, 1957
- Leone Tolstoi, La potenza delle tenebre, Traduzione di Laura Simoni Malavasi, Milano: Rizzoli, 1961, Coll. Biblioteca Universale Rizzoli nn. 1731-1732
- Leone Tolstoj, La potenza delle tenebre; traduzione di Riccardo Picchio, Firenze: Gherardo Casini, 1962
- Leone Tolstoj, La potenza delle tenebre: spettacolo realizzato con la collaborazione della Cooperativa degli Associati; adattamento e traduzione di Paolo Giuranna, Bologna: Edizioni Emilia Romagna teatro, 1977, Collana di teatro n. 2
- Lev N. Tolstoj, La potenza delle tenebre; traduzione di Giacinta De Dominicis Jorio; regia di Mauro Avogadro, Torino: Arti Grafiche Roccia, 2000